# محمد إبراهيم السيد (لاعب كرة قدم)
محمد إبراهيم السيد (من مواليد 8 يونيو عام 1986 )، لاعب كرة قدم مصري يلعب لفريق مصر المقاصة في مركز خط الوسط.

## المسيرة الاحترافية
من ناشئي نادي الزمالك، تم تصعيده للفريق الأول عام 2007، أعير لنادي طلائع الجيش موسم 2008-09، وأنتقل في العام 2009 إلى نادي الاتحاد السكندري، ومنه لنادي وادي دجلة قبل أن ينتقل لنادي مصر المقاصة موسم 2011-12.

## روابط خارجية
- محمد إبراهيم السيد (لاعب كرة قدم) على موقع قاعدة بيانات كرة القدم.إي يو (الإنجليزية)